# Meta (Missouri)
Meta – miasto w Stanach Zjednoczonych, w stanie Missouri, w hrabstwie Osage.